# امان‌گلدی (شهرستان امان‌گلدی)
امان‌گلدی  (به قزاقی: Амангелді، امانگەلدى) یک منطقهٔ مسکونی در قزاقستان است که در شهرستان امان‌گلدی  واقع شده‌است. امان‌گلدی ۷٬۵۶۹ نفر جمعیت دارد.